# Жаботинский, Леонид Иванович
Леони́д Ива́нович Жаботи́нский (укр. Леонід Іванович Жаботинський; 28 января 1938, Успенка — 14 января 2016, Запорожье) — советский штангист, выступавший в супертяжёлом весе.
Двукратный олимпийский чемпион (1964, 1968) по тяжёлой атлетике, чемпион мира (1964—1966, 1968), чемпион Европы (1966, 1968), пятикратный чемпион СССР (в 1964—1969). Заслуженный мастер спорта СССР (1964). Установил 19 мировых рекордов, в том числе два в троеборье — 560 кг (1964) и 590 кг (1967); 20 рекордов СССР, 58 рекордов УССР.

## Биография
Родился 28 января 1938 года в Успенке Краснопольского района Харьковской (ныне Сумской) области. Семья: отец — Иван Филиппович Жаботинский, мать — Евфросинья Даниловна Жаботинская (Северин), брат — Владимир Иванович Жаботинский. Переехал в Харьков с родителями в начале 1941 года. Пережил немецкую оккупацию 1941—1943 годов.
В детстве и юности увлекался различными видами спорта: борьбой, боксом, лёгкой атлетикой. После восьмого класса устроился на работу на Харьковский тракторный завод и одновременно занимался в секции тяжёлой атлетики под руководством тренера М. П. Светличного.
На соревнованиях по тяжёлой атлетике впервые выступил в 1957 году, заняв на чемпионате Украинской ССР третье место (415 кг по сумме троеборья). В 1958 году стал мастером спорта. В 1961 году на первенстве СССР в Днепропетровске по сумме троеборья набрал 500 кг и стал вторым в тяжёлом весе.
В 1963 году установил первый мировой рекорд (165 кг в рывке), стал членом сборной СССР и занял третье место на чемпионате мира в Стокгольме.
На Олимпийских играх в Токио в 1964 году, в острейшем соперничестве с Юрием Власовым установил олимпийские рекорды в сумме троеборья (572,5 кг) и рывке (167,5), мировой рекорд в толчке (217,5 кг) и, опередив конкурента на 2,5 кг, стал чемпионом. Успех повторился и на следующей Олимпиаде в Мехико в 1968 году (в отсутствие Власова), опередив серебряного призёра в сумме троеборья на 17,5 кг, Жаботинский взял вес 572,5 кг в троеборье: жим 200 кг (олимпийский рекорд), рывок 170 кг (олимпийский рекорд), толчок — 202,5 кг. Жаботинский был знаменосцем команды на этой олимпиаде.
Окончил Харьковский государственный педагогический институт (1957—1964).
Член КПСС с 1964 года. В 1964 году ему было присвоено звание заслуженного мастера спорта и судьи международной категории.
В 1969 году у спортсмена в лоханке почки образовался камень, что врачи долгое время не могли определить, были частые боли в пояснице, повышенное давление. В Киевском военном госпитале сделали операцию, хирург Борис Самойлович Гехтман не разрезал мышцу, а разорвал, что должно было привести к более быстрому заживлению. Восстановление после операции проходило непросто. После четырёхлетнего перерыва (1969—1973) сумел вернуться в большой спорт.
В 1973 году выиграл Кубок СССР и установил мировой рекорд в рывке 183,5 кг. Последний свой мировой рекорд установил в 1974 году на чемпионате Вооружённых сил (рывок, 185,5 кг).
После этого ему пришлось перенести ещё две операции: по поводу перитонита брюшной полости и по поводу колена, травмированного во время игры на сборах в Крыму в волейбол при собственном весе около 180 кг. Врачи рекомендовали завершить карьеру в большом спорте. Жаботинский занялся тренерской деятельностью.
Выступал за СКА (Запорожье, Киев, Одесса).
По настоянию Амазаспа Бабаджаняна, командующего Одесским военным округом (к которому относилось Запорожье), Жаботинский окончил в 1970 году Одесское артиллерийское училище им. Фрунзе.
Несколько лет был тренером сборной Вооружённых сил, был начальником отдела единоборств (бокс, борьба, тяжёлая атлетика и т. д.) спорткомитета Министерства обороны СССР. В 1987—1991 годах работал военным советником на Мадагаскаре. В 1991 году уволился в запас в звании полковника. В интервью 2010-х годов Жаботинский назван генерал-майором, генералом ФСБ.
Кандидат педагогических наук, защитил диссертацию в Киевском институте физкультуры. В начале 1990-х годов начал работать в Московском торговом институте, через два года стал доцентом, ещё через три — профессором.
С 1996 года — проректор по воспитательной работе и безопасности Московского института предпринимательства и права. Почётный работник высшего профессионального образования РФ, член попечительского совета института, профессор, Почётный президент Федерации тяжёлой атлетики РФ, член и профессор Академии проблем безопасности, обороны и правопорядка РФ (ликвидированной решением Верховного Суда).
По инициативе Жаботинского в 1979 году был построен клуб, открыта СДЮШОР «Спартак» по тяжёлой атлетике в Запорожье, в 2010 году школа получила имя Жаботинского. Ежегодно в Запорожье проводятся турниры на приз Леонида Жаботинского.
Возглавлял благотворительный фонд своего имени.
Был депутатом городского совета от Жовтневого района Запорожья.
С сентября 2015 года четыре месяца находился в многопрофильной больницe «Витацентр» в Запорожье. Обратился по поводу перелома ноги, после перенёс операцию, микроинсульт, затем заразился гриппом, что привело к тромбозу кишечника. 13 января была операция по удалению части тромбированного кишечника. Скончался 14 января 2016 года в Запорожье не дожив 2 недели до своего 78-летия. 16 января 2016 года похоронен на Первомайском кладбище в Запорожье.

### Личная жизнь
Жена — Раиса Николаевна (род. 1938). Познакомился с ней в возрасте 21 года на концерте Тарапуньки и Штепселя, когда был в Запорожье на соревнованиях.
Сыновья — Руслан (р. 1962) и Вилен (р. 1969). Оба — мастера спорта по тяжёлой атлетике. Старший сын Руслан — вице-президент Федерации тяжёлой атлетики Запорожской области, автор книги «Мой отец — Леонид Жаботинский» (2014).

## Награды

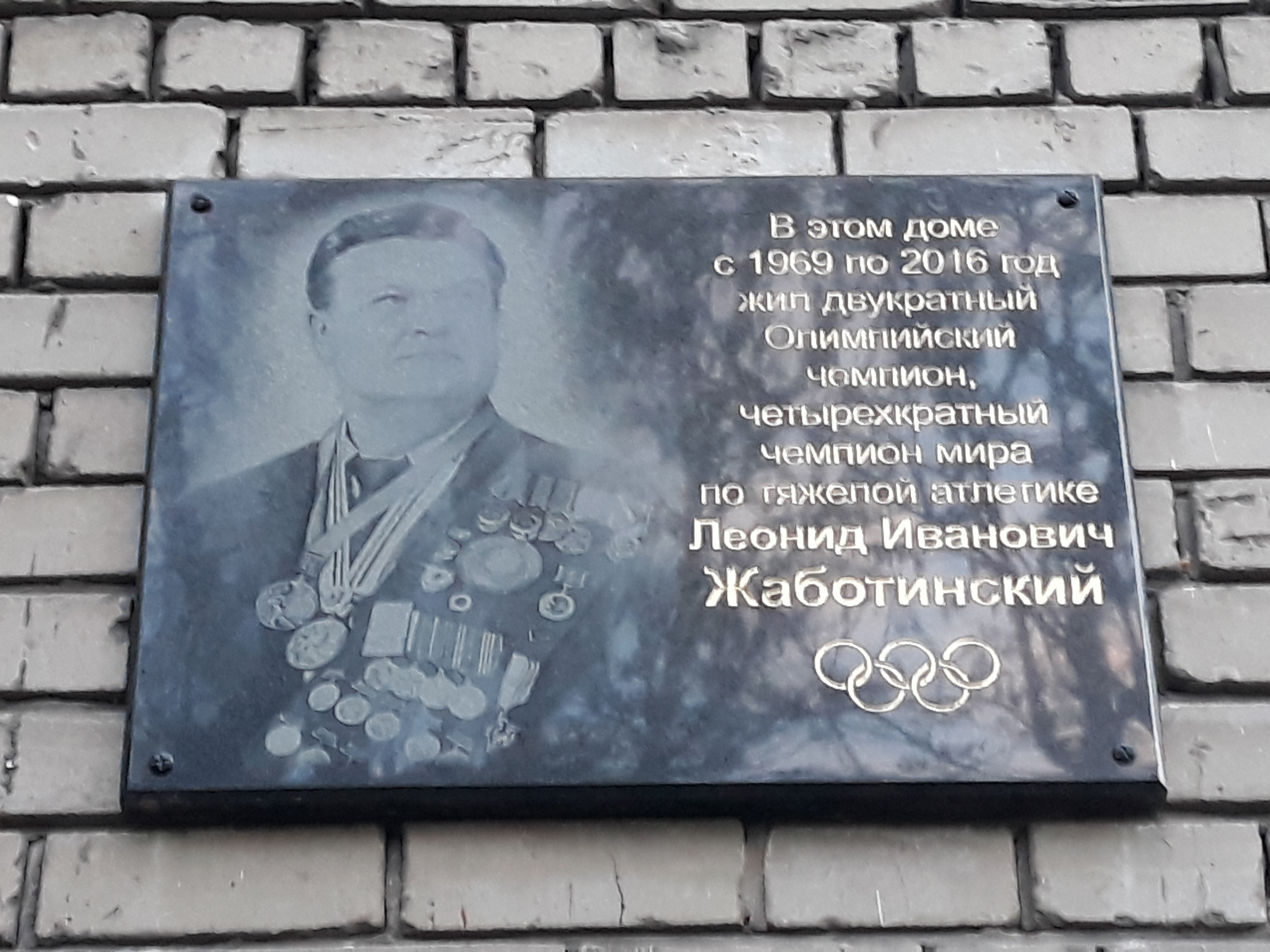
Памятная доска в Запорожье

- орден Дружбы (28 января 2009, Россия) — за достигнутые трудовые успехи и многолетнюю плодотворную работу[26],
- Орден «За заслуги» II степени (28 января 2008, Украина) — за значительные личные заслуги в развитии тяжёлой атлетики в Украине, исключительные спортивные достижения и по случаю 70-летия со дня рождения[27],
- Орден «За заслуги» III степени (29 ноября 2002, Украина) — за значительный личный вклад в развитие физической культуры и спорта в Украине, достижение самых высоких спортивных результатов на Олимпийских играх[28]
- Два ордена Трудового Красного Знамени[29] (30 марта 1965[30]; 24 июля 1968[31]),
- Множество медалей[32]
- Почётный гражданин городов Запорожье, Суэц.

## Высказывания
— А паспорт у вас сейчас российский?

— Да.

— Вы ощущаете себя россиянином или украинцем?

— Считаю себя гражданином Советского Союза. Это — моя Родина. А малая Родина — Украина.
В 2012 году Жаботинский заявил в интервью: «Я — украинец, и все свои победы посвятил Украине и тому городу, где я жил и живу в настоящее время».

## Признание
- С Леонида Жаботинского написан кошевой атаман в диораме «Войсковая рада на Сечи» в Музее истории запорожского казачества (художник Н. Овечкин).[17][33]
- Жаботинский, как и другие советские тяжелоатлеты (Юрий Власов, Василий Алексеев)[34], был кумиром юного Арнольда Шварценеггера[35]. Во время визита Жаботинского в США по приглашению Шварценеггера Арнольд сказал Жаботинскому:

«С самого детства я болел за вас. Даже во время токийской Олимпиады, хотя там выступали Шемански и Губнер. За них тоже, конечно, переживал, но мне почему-то хотелось, чтобы выиграли вы…»
- В 2016 году в честь Жаботинского была переименована улица Правды в Запорожье[37]. В январе 2017 году в память о Жаботинском была открыта мемориальная доска на доме № 15 по улице Школьной (Героев Сталинграда), где он жил[38]. А в октябре 2017 года Жаботинскому был открыт бронзовый памятник около Аллеи почётных граждан города, недалеко от здания мэрии и Парка трудовой славы. Скульптор памятника — Эльданиз Гурбанов[39].
- В 2018 году в честь Леонида Жаботинского Национальным банком Украины была выпущена монета[укр.] номиналом 2 гривны[40].

## Книги Жаботинского
- Жаботинский Л. Литературная запись Леонида Гориловского. Сталь и сердце. — Физкультура и спорт, 1969.
  - Сталь і серце / Л. І. Жаботинський / [Літ. запис Л. Горіловського]. — К. : Здоров’я, 1969. — 176 c.
- Ещё раз о силе : Метод. указания для студентов / Леонид Жаботинский, Евгений Пеньковский; Моск. коммерч. ун-т, М.: Калейдоскоп, 1993
- Жаботинский, Л. И. На вершине Олимпа: Записки двукратного Олимпийского чемпиона по тяжёлой атлетике. — Запорожье: Изд. Глазунов С. А.: Творческая группа «Мастер», 2005. — 480 с.